# (31845) 2000 DK17
2000 DK17 (asteroide 31845) é um asteroide da cintura principal. Possui uma excentricidade de 0.26407650 e uma inclinação de 2.72099º.
Este asteroide foi descoberto no dia 29 de fevereiro de 2000 por LINEAR em Socorro.